# William Houstoun (Politiker)

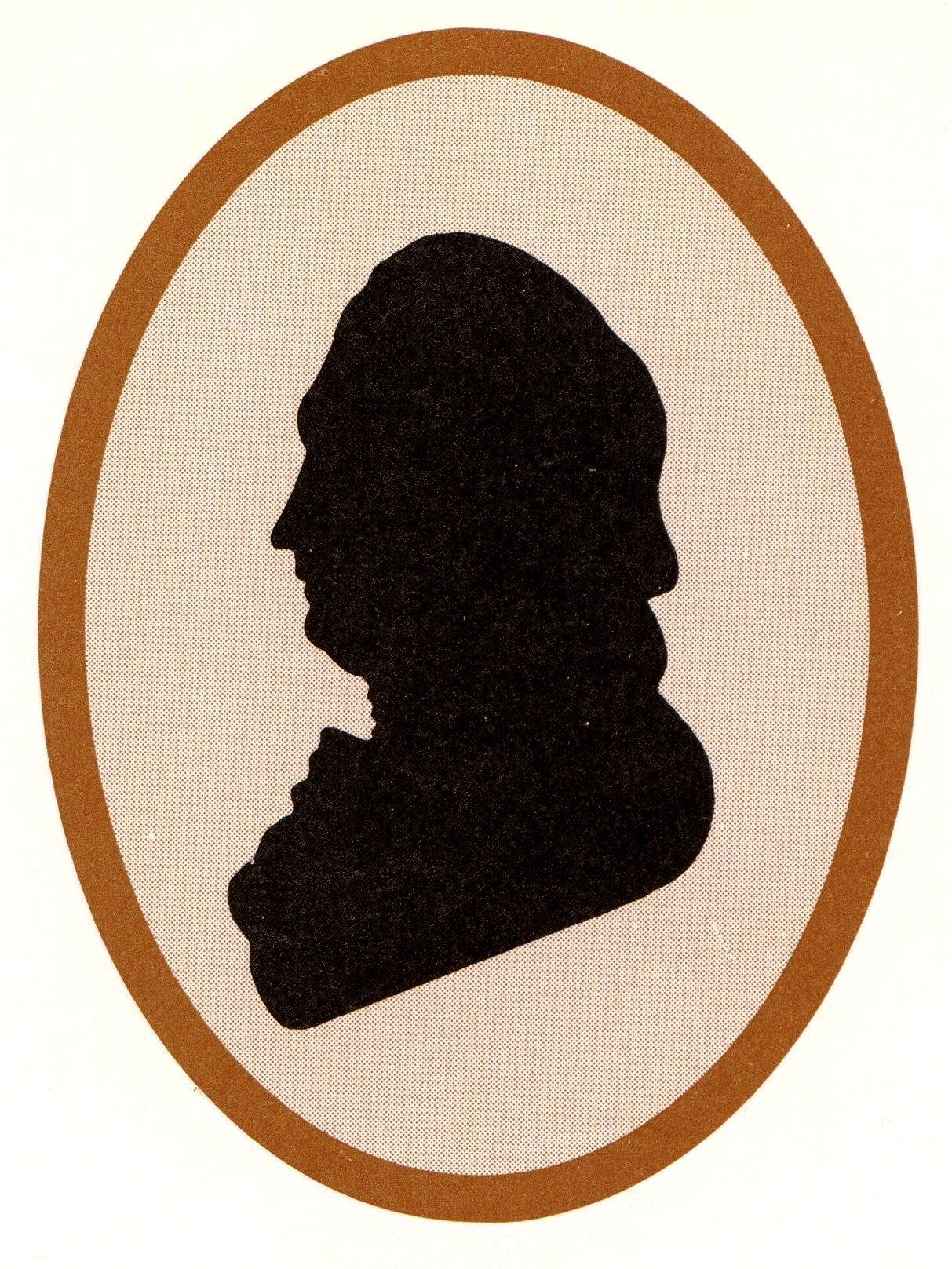
Schattenriss von William Houstoun

William Houstoun (* 1755 in Savannah, Province of Georgia; † 17. März 1813 in Savannah, Georgia) war ein britisch-amerikanischer Politiker. Zwischen 1784 und 1786 war er Delegierter für Georgia im Kontinentalkongress.

## Werdegang
William Houstoun war der jüngere Bruder von John Houstoun (1744–1796), der unter anderem Gouverneur von Georgia war. Er besuchte die öffentlichen Schulen seiner Heimat und studierte danach in England. Nach einem Jurastudium am Inner Temple in London  wurde er 1776 als Rechtsanwalt zugelassen. Er kehrte nach Georgia zurück, wo er sich zwischenzeitlich als Pflanzer betätigte. Im Gegensatz zu den meisten Mitgliedern seiner Familie schloss er sich der Revolutionsbewegung an. Mit seiner Haltung hatte er nicht nur in seiner Familie, sondern generell in seiner Heimat einen schweren Stand, weil viele Mitbürger zunächst loyal zur britischen Krone standen. Zwischen 1784 und 1786 vertrat er Georgia im Kontinentalkongress. 1785 war er auch Mitglied einer Kommission zur Beilegung eines Disputs um den Verlauf der Grenze zwischen Georgia und South Carolina. 1787 war er für kurze Zeit Delegierter auf der Philadelphia Convention, die die Verfassung der Vereinigten Staaten entwarf. Er war mit der letztlich verabschiedeten Verfassung nicht einverstanden und lehnte sie ab, weil seiner Meinung nach die Machtfülle der Bundesregierung zu groß war. Konsequenterweise verweigerte er dem Verfassungsdokument auch seine Unterschrift.
William Houstoun war auch einer der Gründer der University of Georgia in Athens. Er war mit Mary Bayard verheiratet, die einer bekannten Familie aus New York City entstammte. In seinen späteren Jahren lebte er abwechselnd in Savannah und New York City. Die dortige Houston Street wurde, trotz der geänderten Schreibweise des Namens, nach ihm benannt. Er starb am 17. März 1813 in Savannah.